# Отто фон Лаутенберг
Отто фон Лаутенберг (нем. Otto von Lauterberg; умер 16 февраля 1270) —  немецкий рыцарь, великий магистр Ливонского ордена с 1267 года по 1270 год.

## Биография
В 1267 году после отставки ливонского магистра Конрада фон Мандерна немецкий рыцарь Отто фон Лаутенберг (Роденштейн) был назначен и утверждён новым ландмейстером Тевтонского Ордена в Ливонии.
В январе 1268 года великий магистр Оттон фон Лаутенберг отправил в Новгород орденское посольство для заключения мира. В состав самого посольства входили орденские епископы и рыцари из Риги, Феллина и Дерпта. В итоге в ходе переговоров был заключён мирный договор, по условиям которого ливонские крестоносцы обязались не оказывать военной помощи датчанам из Северной Эстонии.
23 января 1268 года новгородцы предприняли крупный военный поход на датские владения в Эстонии. Великий князь владимирский Ярослав Ярославич отправил на помощь новгородцам дружины под командованием своих сыновей Святослава и Михаила, суздальского князя Юрия Андреевича, переяславского князя Дмитрия Александровича и псковского правителя Довмонта. Русская рать вторглась в землю Вирумаа, принадлежавшую датчанам, и подошла к крепости Раквере. Ливонский Орден отправил на помощь датчанам большое войско под командованием епископа дерптского Александра.
18 февраля  1268 года в Раковорской битве русские полки разгромили соединённое ливонско-датское войско. Ливонцы и датчане потеряли убитыми около 12 тысяч человек, а русские — около пяти тысяч. В самом сражении погиб также дерптский епископ Александр. 
Русские княжеские дружины преследовали отступающего противника на протяжении семи вёрст до самого Раковора. После победы русские простояли под стенами Раковорского замка три дня, не переходя к штурму. В это время псковский князь Довмонт с псковичами совершил разорительный рейд вглубь орденских владений.
В следующем 1269 году ливонский магистр Отто фон Лаутенберг предпринял ответный поход на Псковскую землю. Ливонское войско под командованием самого магистра осадило Псков. Обороной города руководил князь Довмонт. 
В течение десяти дней ливонские крестоносцы безуспешно штурмовали город, но так и не смогли его захватить. При приближении новгородской рати ливонский магистр Отто фон Лаутенберг, раненый во время осады самим князем Довмонтом, вынужден был снять осаду и заключить мирный договор с Новгородом и Псковом.
Зимой 1269 года литовцы и земгалы под предводительством великого князя литовского Тройдена совершили крупный поход на владения Ливонского Ордена. Тройден дошёл до острова Эзель (Сааремаа), пройдя по льду Балтийского моря. 
В конце 1269 года ливонский магистр Отто фон Лаутенберг выступил на Эзель, по пути соединившись с отрядами ревельского наместника Зигфрида, дерптского епископа Фридриха и эзельского епископа Германа. На обратном пути в проливе у острова Муху литовцы были встречены ливонскими крестоносцами и датскими рыцарями из Ревеля. 
16 февраля 1270 года в битве при Карусе литовцы и земгалы под командованием великого князя литовского Тройдена наголову разгромили ливонско-датское войско. В этом сражении погибли сам ливонский магистр Отто фон Лаутенберг, 52 рыцаря и около 600 простых воинов. Эзельский епископ Герман был тяжело ранен в бою. Великий князь литовский Тройден, одержав полную победу над крестоносцами, беспрепятственно вернулся в свои владения с огромной добычей.

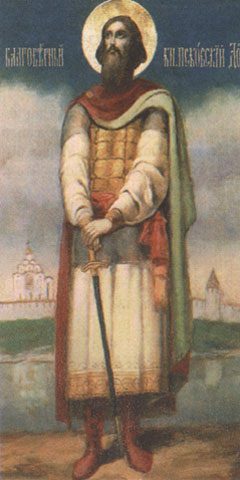
Довмонт Псковский
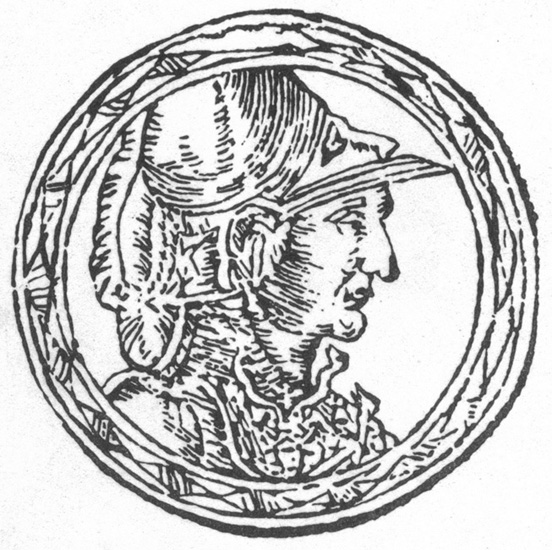
Изображение великого князя литовского Тройдена